# Ірландія на літніх Олімпійських іграх 2016
Ірландію на літніх Олімпійських іграх 2016 представляли 77 спортсменів у 14 видах спорту. 

## Медалісти
| Медалі | Спортсмени                   | Вид спорту            | Дисципліна                         | Дата      |
| ------ | ---------------------------- | --------------------- | ---------------------------------- | --------- |
| Срібло | Гері О'Донован Пол О'Донован | Академічне веслування | чоловіки, двійка парна, легка вага | 12 серпня |
| Срібло | Анналіз Мерфі                | Вітрильний спорт      | жінки, Лазер Радіал                | 16 серпня |

## Легка атлетика
Легенда
- Note – для трекових дисциплін місце вказане лише для забігу, в якому взяв участь спортсмен
- Q = пройшов у наступне коло напряму
- q = пройшов у наступне коло за добором (для трекових дисциплін - найшвидші часи серед тих, хто не пройшов напряму; для технічних дисциплін - увійшов до визначеної кількості фіналістів за місцем якщо напряму пройшло менше спортсменів, ніж визначена кількість)
- NR = Національний рекорд
- N/A = Коло відсутнє у цій дисципліні
- Bye = спортсменові не потрібно змагатися у цьому колі
- NM = жодної успішної спроби

Трекові і шосейні дисципліни
Чоловіки
| Спортсмен        | Дисципліна        | Попередній забіг | Попередній забіг | Півфінал  | Півфінал | Фінал           | Фінал           |
| Спортсмен        | Дисципліна        | Результат        | Місце            | Результат | Місце    | Результат       | Місце           |
| ---------------- | ----------------- | ---------------- | ---------------- | --------- | -------- | --------------- | --------------- |
| Марк Енгліш      | 800 м             | 1:46.40          | 3 Q              | 1:45.93   | 5        | Завершив виступ | Завершив виступ |
| Томас Барр       | 400 м з бар'єрами | 48.93            | 2 Q              | 48.39     | 1 Q      | 47.97           | 4               |
| Мік Клохісі      | Марафон           | Н/Д              | Н/Д              | Н/Д       | Н/Д      | 2:26:34         | 103             |
| Пол Поллок       | Марафон           | Н/Д              | Н/Д              | Н/Д       | Н/Д      | 2:16:24         | 32              |
| Кевін Сівард     | Марафон           | Н/Д              | Н/Д              | Н/Д       | Н/Д      | 2:20:06         | 64              |
| Алекс Райт       | ходьба на 20 км   | Н/Д              | Н/Д              | Н/Д       | Н/Д      | 1:25:25         | 46              |
| Брендан Бойс     | ходьба на 50 км   | Н/Д              | Н/Д              | Н/Д       | Н/Д      | 3:53:59         | 19              |
| Роберт Геффернан | ходьба на 50 км   | Н/Д              | Н/Д              | Н/Д       | Н/Д      | 3:43:55         | 6               |
| Алекс Райт       | ходьба на 50 км   | Н/Д              | Н/Д              | Н/Д       | Н/Д      | DNF             | DNF             |

Жінки
| Спортсменка         | Дисципліна           | Попередній забіг | Попередній забіг | Півфінал         | Півфінал         | Фінал                  | Фінал                  |
| Спортсменка         | Дисципліна           | Результат        | Місце            | Результат        | Місце            | Результат              | Місце                  |
| ------------------- | -------------------- | ---------------- | ---------------- | ---------------- | ---------------- | ---------------------- | ---------------------- |
| Сіара Еверард       | 800 м                | 2:07.91          | 8                | Завершила виступ | Завершила виступ | Завершила виступ       | Завершила виступ       |
| Сієра Мегіен        | 1500 м               | 4:11.51          | 2 Q              | 4:08.07          | 11               | Завершила виступ       | Завершила виступ       |
| Фіоннуала Маккормак | 10000 м              | Н/Д              | Н/Д              | Н/Д              | Н/Д              | Відмовився before race | Відмовився before race |
| Мішель Фінн         | 3000 м з перешкодами | 9:49.45          | 11               | Н/Д              | Н/Д              | Завершила виступ       | Завершила виступ       |
| Керрі О'Флаерті     | 3000 м з перешкодами | 9:45.53          | 14               | Н/Д              | Н/Д              | Завершила виступ       | Завершила виступ       |
| Сара Луїза Трісі    | 3000 м з перешкодами | 9:46.24          | 12 q             | Н/Д              | Н/Д              | 9:52.70                | 17                     |
| Breege Connelly     | Марафон              | Н/Д              | Н/Д              | Н/Д              | Н/Д              | 2:44:41                | 76                     |
| Ліззі Лі            | Марафон              | Н/Д              | Н/Д              | Н/Д              | Н/Д              | 2:39:57                | 57                     |
| Фіоннуала Маккормак | Марафон              | Н/Д              | Н/Д              | Н/Д              | Н/Д              | 2:31:22                | 20                     |

Технічні дисципліни
| Спортсмен  | Дисципліна                 | Кваліфікація       | Кваліфікація | Фінал              | Фінал            |
| Спортсмен  | Дисципліна                 | Результат у метрах | Місце        | Результат у метрах | Місце            |
| ---------- | -------------------------- | ------------------ | ------------ | ------------------ | ---------------- |
| Торі Пенья | стрибки з жердиною (жінки) | 4.30               | 27           | Завершила виступ   | Завершила виступ |

## Бадмінтон
| Спортсмен   | Дисципліна                  | Груповий етап                       | Груповий етап                           | Груповий етап | Вибування                        | Чвертьфінал        | Півфінал           | Фінал / БМ         | Фінал / БМ       |
| Спортсмен   | Дисципліна                  | Суперник Результат                  | Суперник Результат                      | Місце         | Суперник Результат               | Суперник Результат | Суперник Результат | Суперник Результат | Місце            |
| ----------- | --------------------------- | ----------------------------------- | --------------------------------------- | ------------- | -------------------------------- | ------------------ | ------------------ | ------------------ | ---------------- |
| Scott Evans | одиночний розряд (чоловіки) | Цвіблер (GER) W (9–21, 21–17, 21–7) | de Oliveira (BRA) W (21–8, 19–21, 21–8) | 1             | Аксельсен (DEN) L (16–21, 12–21) | Завершив виступ    | Завершив виступ    | Завершив виступ    | Завершив виступ  |
| Клої Мегі   | одиночний розряд (жінки)    | Wang Yh (CHN) L (7–21, 12–21)       | Шнасе (GER) L (14–21, 19–21)            | 3             | Завершила виступ                 | Завершила виступ   | Завершила виступ   | Завершила виступ   | Завершила виступ |

## Бокс
Чоловіки
| Спортсмен       | Категорія | 1/16 фіналу         | 1/8 фіналу            | Чвертьфінали                          | Півфінали                             | Фінал                                 | Фінал                                 |
| Спортсмен       | Категорія | Суперник Результат  | Суперник Результат    | Суперник Результат                    | Суперник Результат                    | Суперник Результат                    | Місце                                 |
| --------------- | --------- | ------------------- | --------------------- | ------------------------------------- | ------------------------------------- | ------------------------------------- | ------------------------------------- |
| Педді Барнс     | до 49 кг  | Bye                 | Кармона (ESP) L 1–2   | Завершив виступ                       | Завершив виступ                       | Завершив виступ                       | Завершив виступ                       |
| Брендан Ірвайн  | до 52 кг  | Зоїров (UZB) L 0–3  | Завершив виступ       | Завершив виступ                       | Завершив виступ                       | Завершив виступ                       | Завершив виступ                       |
| Michael Conlan  | до 56 кг  | Bye                 | Авагян (ARM) W 3–0    | Нікітін (RUS) L 0–3                   | Завершив виступ                       | Завершив виступ                       | Завершив виступ                       |
| Девід Джойс     | до 60 кг  | Аллісоп (SEY) W 3–0 | Селімов (AZE) L 0–3   | Завершив виступ                       | Завершив виступ                       | Завершив виступ                       | Завершив виступ                       |
| Стівен Доннеллі | до 69 кг  | Кедаше (ALG) W 3–0  | Тувшинбат (MGL) W 2–1 | Рабії (MAR) L 1–2                     | Завершив виступ                       | Завершив виступ                       | Завершив виступ                       |
| Майкл О'Райлі   | до 75 кг  | Bye                 | Родрігес (MEX) L WO   | Disqualified for failing a drugs test | Disqualified for failing a drugs test | Disqualified for failing a drugs test | Disqualified for failing a drugs test |
| Joe Ward        | до 81 кг  | Bye                 | Mina (ECU) L 1–2      | Завершив виступ                       | Завершив виступ                       | Завершив виступ                       | Завершив виступ                       |

Жінки
| Спортсменка | Категорія | 1/8 фіналу          | Чвертьфінали         | Півфінали           | Фінал               | Фінал            |
| Спортсменка | Категорія | Суперниця Результат | Суперниця Результат  | Суперниця Результат | Суперниця Результат | Місце            |
| ----------- | --------- | ------------------- | -------------------- | ------------------- | ------------------- | ---------------- |
| Кеті Тейлор | до 60 кг  | Bye                 | Потконен (FIN) L 1–2 | Завершила виступ    | Завершила виступ    | Завершила виступ |

## Велоспорт

### Шосе
| Спортсмен   | Дисципліна                       | Час     | Місце |
| ----------- | -------------------------------- | ------- | ----- |
| Ден Мартін  | Групова шосейна гонка (чоловіки) | 6:13:03 | 13    |
| Ніколас Роч | Групова шосейна гонка (чоловіки) | 6:19:43 | 29    |

### Трек
Кейрін
| Спортсмен       | Дисципліна     | Перший раунд | Втішний поєдинок | Другий раунд     | Final            |
| Спортсмен       | Дисципліна     | Місце        | Місце            | Місце            | Місце            |
| --------------- | -------------- | ------------ | ---------------- | ---------------- | ---------------- |
| Шеннон МакКерлі | кейрін (жінки) | 5 R          | 4                | Завершила виступ | Завершила виступ |

## Стрибки у воду
| Спортсмен     | Дисципліна                   | Попередні змагання | Попередні змагання | Півфінали | Півфінали | Фінал  | Фінал |
| Спортсмен     | Дисципліна                   | Очки               | Місце              | Очки      | Місце     | Очки   | Місце |
| ------------- | ---------------------------- | ------------------ | ------------------ | --------- | --------- | ------ | ----- |
| Олівер Дінглі | трамплін, 3 метри (чоловіки) | 399.80             | 13 Q               | 414.25    | 9 Q       | 442.90 | 8     |

## Кінний спорт

### Виїздка
| Спортсмен      | Кінь        | Дисципліна    | Grand Prix | Grand Prix | Grand Prix Special | Grand Prix Special | Grand Prix Freestyle | Grand Prix Freestyle | Загалом   | Загалом |
| Спортсмен      | Кінь        | Дисципліна    | Результат  | Місце      | Результат          | Місце              | За техніку           | За артистизм         | Результат | Місце   |
| -------------- | ----------- | ------------- | ---------- | ---------- | ------------------ | ------------------ | -------------------- | -------------------- | --------- | ------- |
| Джуді Рейнолдс | Vancouver K | Індивідуальні | 74.700     | 21 Q       | 74.090             | 17 Q               | 72.250               | 79.143               | 75.696    | 18      |

### Триборство
| Спортсмен                          | Кінь                 | Дисципліна    | Виїздка      | Виїздка | Крос         | Крос       | Крос       | Конкур          | Конкур          | Конкур          | Конкур          | Конкур          | Конкур          | Загалом         | Загалом         |
| Спортсмен                          | Кінь                 | Дисципліна    | Виїздка      | Виїздка | Крос         | Крос       | Крос       | Кваліфікація    | Кваліфікація    | Кваліфікація    | Фінал           | Фінал           | Фінал           | Загалом         | Загалом         |
| Спортсмен                          | Кінь                 | Дисципліна    | Штрафні очки | Місце   | Штрафні очки | Загалом    | Місце      | Штрафні очки    | Загалом         | Місце           | Штрафні очки    | Загалом         | Місце           | Штрафні очки    | Місце           |
| ---------------------------------- | -------------------- | ------------- | ------------ | ------- | ------------ | ---------- | ---------- | --------------- | --------------- | --------------- | --------------- | --------------- | --------------- | --------------- | --------------- |
| Клер Ебботт                        | Euro Prince          | Індивідуальні | 47.00        | 29      | 107.90       | 112.60     | 38         | 0.00            | 112.60          | 36              | Завершив виступ | Завершив виступ | Завершив виступ | 112.60          | 36              |
| Джонті Еванс                       | Cooley Rorke's Drift | Індивідуальні | 41.80        | 9       | 22.80        | 64.60      | 16         | 0.00            | 64.60           | 13 Q            | 0.00            | 64.60           | 9               | 64.60           | 9               |
| Марк Кайл                          | Jemilla              | Індивідуальні | 50.40        | 45      | 50.80        | 101.20     | 35         | 8.00            | 109.20          | 33              | Завершив виступ | Завершив виступ | Завершив виступ | 109.20          | 33              |
| Патрік Маккарті                    | Simon Porloe         | Індивідуальні | 46.80 #      | 26      | Eliminated   | Eliminated | Eliminated | Завершив виступ | Завершив виступ | Завершив виступ | Завершив виступ | Завершив виступ | Завершив виступ | Завершив виступ | Завершив виступ |
| Клер Ебботт Джонті Еванс Марк Кайл | Див. вище            | Команда       | 135.60       | 5       | 123.80       | 278.40     | 9          | 8.00            | 286.40          | 8               | Н/Д             | Н/Д             | Н/Д             | 286.40          | 8               |

"#" позначає, що очки цього вершника не входять до заліку командного змагання, оскільки зараховуються лише результати трьох найкращих вершників.

### Конкур
| Спортсмен     | Кінь         | Дисципліна    | Кваліфікація | Кваліфікація | Кваліфікація | Кваліфікація | Кваліфікація | Кваліфікація    | Кваліфікація    | Кваліфікація    | Фінал           | Фінал           | Фінал           | Фінал           | Фінал           | Загалом         | Загалом         |
| Спортсмен     | Кінь         | Дисципліна    | Раунд 1      | Раунд 1      | Раунд 2      | Раунд 2      | Раунд 2      | Раунд 3         | Раунд 3         | Раунд 3         | Фінал A         | Фінал A         | Фінал B         | Фінал B         | Фінал B         | Загалом         | Загалом         |
| Спортсмен     | Кінь         | Дисципліна    | Штрафні очки | Місце        | Штрафні очки | Загалом      | Місце        | Штрафні очки    | Загалом         | Місце           | Штрафні очки    | Місце           | Штрафні очки    | Загалом         | Місце           | Штрафні очки    | Місце           |
| ------------- | ------------ | ------------- | ------------ | ------------ | ------------ | ------------ | ------------ | --------------- | --------------- | --------------- | --------------- | --------------- | --------------- | --------------- | --------------- | --------------- | --------------- |
| Ґреґ Бродерік | Going Global | Індивідуальні | 8            | 53 Q         | 5            | 13           | 50           | Завершив виступ | Завершив виступ | Завершив виступ | Завершив виступ | Завершив виступ | Завершив виступ | Завершив виступ | Завершив виступ | Завершив виступ | Завершив виступ |

## Хокей на траві
Підсумок

Легенда:
- FT – Після основного часу.
- P – Долю матчу вирішило пробиття пенальті.

| Команда       | Дисципліна       | Груповий етап      | Груповий етап      | Груповий етап      | Груповий етап      | Груповий етап      | Груповий етап | Чвертьфінал        | Півфінал           | Фінал / БМ         | Фінал / БМ |
| Команда       | Дисципліна       | Суперник Результат | Суперник Результат | Суперник Результат | Суперник Результат | Суперник Результат | Місце         | Суперник Результат | Суперник Результат | Суперник Результат | Місце      |
| ------------- | ---------------- | ------------------ | ------------------ | ------------------ | ------------------ | ------------------ | ------------- | ------------------ | ------------------ | ------------------ | ---------- |
| Ireland men's | чоловічий турнір | Індія L 2–3        | Нідерланди L 0–5   | Німеччина L 2–3    | Канада W 4–2       | Аргентина L 2–3    | 5             | Завершив виступ    | Завершив виступ    | Завершив виступ    | 10         |

Склад команди
Шаблон:Склад чоловічої збірної Ірландії з хокею на траві на літніх Олімпійських іграх 2016
Груповий етап
Шаблон:Підсумкова таблиця в групі B чоловічого турніру з хокею на траві на літніх Олімпійських іграх 2016
Шаблон:Чоловічий турнір з хокею на траві на літніх Олімпійських іграх 2016, гра B2
Шаблон:Чоловічий турнір з хокею на траві на літніх Олімпійських іграх 2016, гра B4
Шаблон:Чоловічий турнір з хокею на траві на літніх Олімпійських іграх 2016, гра B8
Шаблон:Чоловічий турнір з хокею на траві на літніх Олімпійських іграх 2016, гра B11
Шаблон:Чоловічий турнір з хокею на траві на літніх Олімпійських іграх 2016, гра B15

## Гольф
| Спортсмен         | Дисципліна | Раунд 1   | Раунд 2   | Раунд 3   | Раунд 4   | Загалом   | Загалом | Загалом |
| Спортсмен         | Дисципліна | Результат | Результат | Результат | Результат | Результат | Пар     | Місце   |
| ----------------- | ---------- | --------- | --------- | --------- | --------- | --------- | ------- | ------- |
| Патрік Гаррінґтон | чоловіки   | 70        | 71        | 67        | 73        | 281       | −3      | =21     |
| Шеймус Пауер      | чоловіки   | 71        | 67        | 74        | 67        | 279       | −5      | =15     |
| Леона Магваєр     | жінки      | 74        | 65        | 74        | 69        | 282       | –2      | =21     |
| Стефані Медоу     | жінки      | 77        | 66        | 71        | 72        | 286       | +2      | =31     |

## Гімнастика

### Спортивна гімнастика
Чоловіки
| Спортсмен | Дисципліна | Кваліфікація | Кваліфікація       | Кваліфікація | Кваліфікація | Кваліфікація | Кваліфікація | Кваліфікація | Кваліфікація | Фінал  | Фінал  | Фінал  | Фінал  | Фінал           | Фінал           | Фінал           | Фінал           |                 |                 |                 |                 |
| Спортсмен | Дисципліна | Вправа       | Вправа             | Вправа       | Вправа       | Вправа       | Вправа       | Загалом      | Місце        | Вправа | Вправа | Вправа | Вправа | Вправа          | Вправа          | Загалом         | Місце           |                 |                 |                 |                 |
| --------- | ---------- | ------------ | ------------------ | ------------ | ------------ | ------------ | ------------ | ------------ | ------------ | ------ | ------ | ------ | ------ | --------------- | --------------- | --------------- | --------------- | --------------- | --------------- | --------------- | --------------- |
| Спортсмен | Дисципліна | Кіран Біен   | Абсолютна першість | 14.333       | 12.866       | 14.133       | 14.300       | Загалом      | Місце        | 14.000 | 13.600 | 82.232 | 38     | Завершив виступ | Завершив виступ | Завершив виступ | Завершив виступ | Завершив виступ | Завершив виступ | Завершив виступ | Завершив виступ |

Жінки
| Спортсменка | Дисципліна | Кваліфікація  | Кваліфікація       | Кваліфікація | Кваліфікація | Кваліфікація | Кваліфікація | Фінал  | Фінал  | Фінал  | Фінал  | Фінал   | Фінал |                  |                  |                  |                  |                  |                  |
| Спортсменка | Дисципліна | Вправа        | Вправа             | Вправа       | Вправа       | Загалом      | Місце        | Вправа | Вправа | Вправа | Вправа | Загалом | Місце |                  |                  |                  |                  |                  |                  |
| ----------- | ---------- | ------------- | ------------------ | ------------ | ------------ | ------------ | ------------ | ------ | ------ | ------ | ------ | ------- | ----- | ---------------- | ---------------- | ---------------- | ---------------- | ---------------- | ---------------- |
| Спортсменка | Дисципліна | Елліс О'Райлі | Абсолютна першість | 13.266       | 12.300       | Загалом      | Місце        | 10.700 | 11.666 | 48.732 | 57     | Загалом | Місце | Завершила виступ | Завершила виступ | Завершила виступ | Завершила виступ | Завершила виступ | Завершила виступ |

## Сучасне п'ятиборство
| Спортсмен             | Дисципліна | Фехтування (шпага, один дотик) | Фехтування (шпага, один дотик) | Фехтування (шпага, один дотик) | Фехтування (шпага, один дотик) | Плавання (200 м вільним стилем) | Плавання (200 м вільним стилем) | Плавання (200 м вільним стилем) | Верхова їзда (конкур) | Верхова їзда (конкур) | Верхова їзда (конкур) | Комбіновано: стрільба/біг (10 м, пневматичний пістолет)/(3200 м) | Комбіновано: стрільба/біг (10 м, пневматичний пістолет)/(3200 м) | Комбіновано: стрільба/біг (10 м, пневматичний пістолет)/(3200 м) | Загалом очок | Підсумкове місце |
| Спортсмен             | Дисципліна | RR                             | BR                             | Місце                          | Очки                           | Час                             | Місце                           | Очки                            | Штрафні очки          | Місце                 | Очки                  | Час                                                              | Місце                                                            | Очки                                                             | Загалом очок | Підсумкове місце |
| --------------------- | ---------- | ------------------------------ | ------------------------------ | ------------------------------ | ------------------------------ | ------------------------------- | ------------------------------- | ------------------------------- | --------------------- | --------------------- | --------------------- | ---------------------------------------------------------------- | ---------------------------------------------------------------- | ---------------------------------------------------------------- | ------------ | ---------------- |
| Артур Ланіган О'Кіффі | чоловіки   | 16–19                          | 2                              | 25                             | 198                            | 2:03:03                         | 13                              | 331                             | 0.00                  | 1                     | 300                   | 11:23.96                                                         | 7                                                                | 617                                                              | 1446         | 8                |
| Наталія Койл          | жінки      | 19–16                          | 1                              | 12                             | 215                            | 2:17.38                         | 18                              | 288                             | 0.00                  | 1                     | 300                   | 12:58.13                                                         | 16                                                               | 522                                                              | 1325         | 7                |

## Академічне веслування
| Спортсмен                    | Дисципліна                          | Заїзди  | Заїзди | Втішний заплив | Втішний заплив | Чвертьфінали | Чвертьфінали | Півфінали | Півфінали | Фінал   | Фінал |
| Спортсмен                    | Дисципліна                          | Час     | Місце  | Час            | Місце          | Час          | Місце        | Час       | Місце     | Час     | Місце |
| ---------------------------- | ----------------------------------- | ------- | ------ | -------------- | -------------- | ------------ | ------------ | --------- | --------- | ------- | ----- |
| Гері О'Донован Пол О'Донован | Парні двійки, легка вага (чоловіки) | 6:23:72 | 1 SA/B | Bye            | Bye            | Н/Д          | Н/Д          | 6:35.70   | 3 FA      | 6:31.23 | 2     |
| Саніта Пушпуре               | одиночки (жінки)                    | 9:11.45 | 2 QF   | Bye            | Bye            | 7:28.68      | 4 SC/D       | 7:53.48   | 1 FC      | 7:27.60 | 13    |
| Sinéad Lynch Клер Ламб       | Парні двійки, легка вага (жінки)    | 7:10.91 | 2 SA/B | Bye            | Bye            | Н/Д          | Н/Д          | 7:18.24   | 3 FA      | 7:13.09 | 6     |

Пояснення до кваліфікації: FA=Фінал A (за медалі); FB=Фінал B (не за медалі); FC=Фінал C (не за медалі); FD=Фінал D (не за медалі); FE=Фінал E (не за медалі); FF=Фінал F (не за медалі); SA/B=Півфінали A/B; SC/D=Півфінали C/D; SE/F=Півфінали E/F; QF=Чвертьфінали; R=Потрапив у втішний заплив

## Вітрильний спорт
| Спортсмен                   | Дисципліна      | Заплив | Заплив | Заплив | Заплив | Заплив | Заплив | Заплив | Заплив | Заплив | Заплив | Заплив | Заплив | Заплив | Очки | Підсумкове місце |
| Спортсмен                   | Дисципліна      | 1      | 2      | 3      | 4      | 5      | 6      | 7      | 8      | 9      | 10     | 11     | 12     | M*     | Очки | Підсумкове місце |
| --------------------------- | --------------- | ------ | ------ | ------ | ------ | ------ | ------ | ------ | ------ | ------ | ------ | ------ | ------ | ------ | ---- | ---------------- |
| Фінн Лінч                   | Лазер           | 14     | 27     | 15     | 39     | 18     | 27     | 33     | 30     | 40     | 47     | Н/Д    | Н/Д    | EL     | 243  | 32               |
| Метт Макговерн Раян Сітон   | Чоловіки's 49er | 14     | 2      | 4      | 1      | 14     | 19     | 12     | 7      | 13     | 19     | 20     | 1      | 18     | 121  | 10               |
| Анналіз Мерфі               | Лазер радіал    | 1      | 13     | 4      | 7      | 5      | 2      | 18     | 12     | 6      | 7      | Н/Д    | Н/Д    | 10     | 67   | 2                |
| Андреа Брюстер Саскія Тайді | Жінки's 49erFX  | 8      | 3      | 6      | 18     | 13     | 14     | 19     | 6      | 18     | 8      | 13     | 12     | EL     | 119  | 12               |

M = Медальний заплив; EL = Вибув – не потрапив до медального запливу; strikethrough – each sailor/team discards their worst result

## Плавання
| Спортсмен     | Дисципліна                           | Попередній заплив | Попередній заплив | Півфінал         | Півфінал         | Фінал            | Фінал            |
| Спортсмен     | Дисципліна                           | Час               | Місце             | Час              | Місце            | Час              | Місце            |
| ------------- | ------------------------------------ | ----------------- | ----------------- | ---------------- | ---------------- | ---------------- | ---------------- |
| Ніколас Квінн | 100 метрів брасом (чоловіки)         | 1:01.29           | 33                | Завершив виступ  | Завершив виступ  | Завершив виступ  | Завершив виступ  |
| Ніколас Квінн | 200 метрів брасом (чоловіки)         | 2:11.67           | 19                | Завершив виступ  | Завершив виступ  | Завершив виступ  | Завершив виступ  |
| Шейн Раян     | 50 метрів вільним стилем (чоловіки)  | 22.88             | 43                | Завершив виступ  | Завершив виступ  | Завершив виступ  | Завершив виступ  |
| Шейн Раян     | 100 метрів вільним стилем (чоловіки) | 49.82             | 40                | Завершив виступ  | Завершив виступ  | Завершив виступ  | Завершив виступ  |
| Шейн Раян     | 100 метрів на спині (чоловіки)       | 53.85 NR          | 14 Q              | 54.40            | 16               | Завершив виступ  | Завершив виступ  |
| Фіона Дойл    | 100 метрів брасом (жінки)            | 1:07.58           | 20                | Завершила виступ | Завершила виступ | Завершила виступ | Завершила виступ |
| Фіона Дойл    | 200 метрів брасом (жінки)            | 2:29.76           | 25                | Завершила виступ | Завершила виступ | Завершила виступ | Завершила виступ |

## Тріатлон
| Спортсмен      | Дисципліна | Плавання, 1,5 км | Перехід 1 | Велосипед, 40 км | Перехід 2 | Біг, 10 км | Загалом Time | Місце |
| -------------- | ---------- | ---------------- | --------- | ---------------- | --------- | ---------- | ------------ | ----- |
| Браян Кін      | чоловіки   | 18:10            | 0:57      | 59:30            | 0:41      | 32:51      | 1:52.09      | 40    |
| Айлін Моррісон | жінки      | 19:19            | 0:54      | 1:04:31          | 0:42      | 35:48      | 2:01:14      | 21    |